# Morayma
Morayma (Loja, 1467-Laujar de Andarax, septiembre de 1493) fue una noble granadina, la última reina de Granada como esposa de Boabdil.

## Familia
Fue la hija de Aliatar, señor de Xagra, alcaide de Loja, primer mayordomo de la Alhambra y alguacil mayor del Reino de Granada.

## Descripción física
Los cronistas de la época la describían de la siguiente manera:

...la novia vestía saya y chal de paño negro y una toca blanca que casi le ocultaba el rostro, lástima, porque sus facciones son muy lindas y seductoras.

Un poeta musulmán asegura que Morayma tenía «ojos grandes y expresivos en un rostro admirable, a través de las tupidas ropas adivinábanse unos hombros, unos brazos, unas caderas y un talle de clásicos y opulentos contornos».

## Matrimonio
A los quince años de edad contrajo matrimonio con Abū ‘Abd Allāh Muhammad ibn Abī il-Hasan ‘Alī, conocido como Boabdil, el último rey de la dinastía nazarí que gobernó Granada.
Pocos días después de la boda, Muley Hacén, su suegro, encarceló a su hijo Boabdil y a ella la confinó en un carmen (en Granada una casa con huerto y jardín), cerca de la Cuesta del Chapiz.
Después de la batalla de Lucena —donde murió su padre y Boabdil cayó prisionero siendo cautivo en Porcuna—, se retiró de la vida pública con sus hijos. Fernando II de Aragón liberó a Boabdil, que tuvo bien ganado el mote de الزغابي Al-Zugabi —«el Desdichado»—, con la condición de que sus hijos fueran entregados en custodia.
Ella no volvió a ver a sus hijos hasta 1492 después de la conquista de Granada. Ellos eran:
- Aixa, después conocida como Sor Isabel de Granada.
- Áhmed.
- Yúsef.

## Tesoro de Morayma
El tesoro de la casa o palacio nazarita era copioso en toda suerte de preciosos rubíes, perlas de gran tamaño, zomordas singularísimas, turquesas de gran valor, toda suerte de adargas preservativas, equipos militares defensivos, instrumentos primorosos, utensilios peregrinos, collares de perlas en pedazos, sartales de aljófares para los cabellos, arracadas que aventajaban a las alcordes o pendientes de María (la Copta, concubina de Mahoma) en claridad, brillantez y hermosura, corazas holgadas de vestir, adornadas de oro, casco con orlas doradas, incrustadas de perlas intercaladas de esmeraldas con rubíes en el centro; cinturones plateados, anchos de formas y esmaltados en su superficie; adargas de ante, sólidas, sin poros, dulces al tacto y renombradas por su impermeabilidad; almimbares de abalorio; atailores de Damasco, cuentas de cristal, zafas de la China, copas grandes del Irac, vasos de Tabaxis y otras.

## Destierro
Tras la caída de Granada, le fue ofrecido a su esposo un refugio en Laujar de Andarax, como rey de La Alpujarra, allí residieron hasta su marcha hacia Fez a finales del verano de 1493.

## Muerte
Falleció poco antes de que el resto de su familia partiera hacia Fez y fue enterrada en la mezquita de Mondújar, a la que ya habían trasladado desde la Alhambra los restos de los sultanes Mohámmad II, Yúsef I, Yúsef III y Abu Saad. 
Cuando murió Morayma, según la costumbre musulmana, sus sirvientes lavaron su cuerpo y lo perfumaron con almizcle, alcanfor y otras sustancias aromáticas. Inmediatamente después, el cadáver fue envuelto en un sudario de color blanco sin coser ni en la cabeza ni en los pies. Tras este rito, Morayma fue colocada sobre unas parihuelas, cubierta con su hhaik (vestido). Un grupo de cuatro o cinco hombres, los de más confianza de Boabdil, portaron el cadáver junto a otro numeroso grupo de personas.
Llegados al cementerio y después de una breve oración, el cadáver fue colocado en la huesa sin ataúd. La inhumación de Morayma se realizó en una fosa estrecha donde el cadáver se colocó sobre la tierra mirando hacia La Meca. De esta forma, quedaba cumplido el deseo de Morayma de ser enterrada en Mondújar y con un estricto rito musulmán, ya que en vida y en su testamento dejó clara su profunda religiosidad.
Una vez depositado el cuerpo en su tumba, se colocó una laja de piedra y se construyó un túmulo de tierra formada por gradas de mortero o sillares de arenisca sobre la que reposaba una lápida.
Es posible que los restos de Morayma, así como los de algunos reyes y otros miembros de la familia real nazarí, fueron removidos y desperdigados al construir una variante de la carretera N-323 en 1988, bajo la cual habrían quedado sepultados.

## Testamento
Morayma dejó parte de sus tierras a Hamet Aziguy, Helil Açogayar y Mahomat Almeyres para que la cuidaran y labraran. También dejó dicho que la mitad de lo obtenido por el cultivo de las tierras lo entregaran a la mezquita, al alfaquí y a sus mayordomos.
Pidió que se rezara dos veces por semana sobre su tumba.

## Morayma en la ficción
El personaje de Morayma ha sido fuente de inspiración de diversos escritores entre ellos el autor romántico Francisco Martínez de la Rosa que escribió en 1815 una tragedia en cinco actos sobre este personaje.